# Pirustes
Els pirustes (en llatí pirustae, en grec antic Πιροῦσται) eren un poble il·liri que quan va esclatar la guerra entre Roma i el rei Genci aliat amb Perseu de Macedònia, van ajudar al romans i van ser declarats immunes (lliures de taxes), segons diu Titus Livi. Estrabó diu que eren un poble pannoni i sembla que els pannonis i els il·liris eren la mateixa ètnia. Probablement vivien a Pannònia, encara que segons Estrabó vivien al nord de Dassarètia.
Segons Gai Vel·lei Patèrcul, van participar activament contra els romans en la gran revolta il·lírica que es va produir a Dalmàcia i Pannònia entre els anys 6 i 9.